# Saint-Christophe-le-Chaudry
Saint-Christophe-le-Chaudry ist eine französische Gemeinde im Département Cher in der Region Centre-Val de Loire. Die Gemeinde liegt etwa 50 km südlich der Stadt Bourges. Nachdem in den 1970er Jahren eine Landflucht einsetzte, verfügt die Gemeinde über 94 Einwohner (Stand 1. Januar 2022).
Die Gemeinde gehört zum Kanton Châteaumeillant im Arrondissement Saint-Amand-Montrond.

## Bevölkerungsentwicklung
| Jahr                       | 1962 | 1968 | 1975 | 1982 | 1990 | 1999 | 2006 | 2016 |
| Einwohner                  | 237  | 210  | 171  | 123  | 120  | 133  | 126  | 105  |
| Quellen: Cassini und INSEE |      |      |      |      |      |      |      |      |